# Règne de David Ier d'Écosse sur la Cumbria avant son avènement au trône

Carte de la principauté des cumbriens.

Avant de devenir roi d'Écosse en 1124, David Ier d'Écosse était « prince de Cumbria » et comte d'un large territoire au centre de l'Angleterre acquis par son mariage. Cette période marque le début de sa vie de seigneur. Vers 1113, l'année à laquelle Henri Ier d'Angleterre arrange le mariage de David avec une héritière anglaise, et l'année où ce dernier se trouve en possession de territoire écossais, David commence réellement son accession dans la noblesse écossaise.

## David etHenriIer

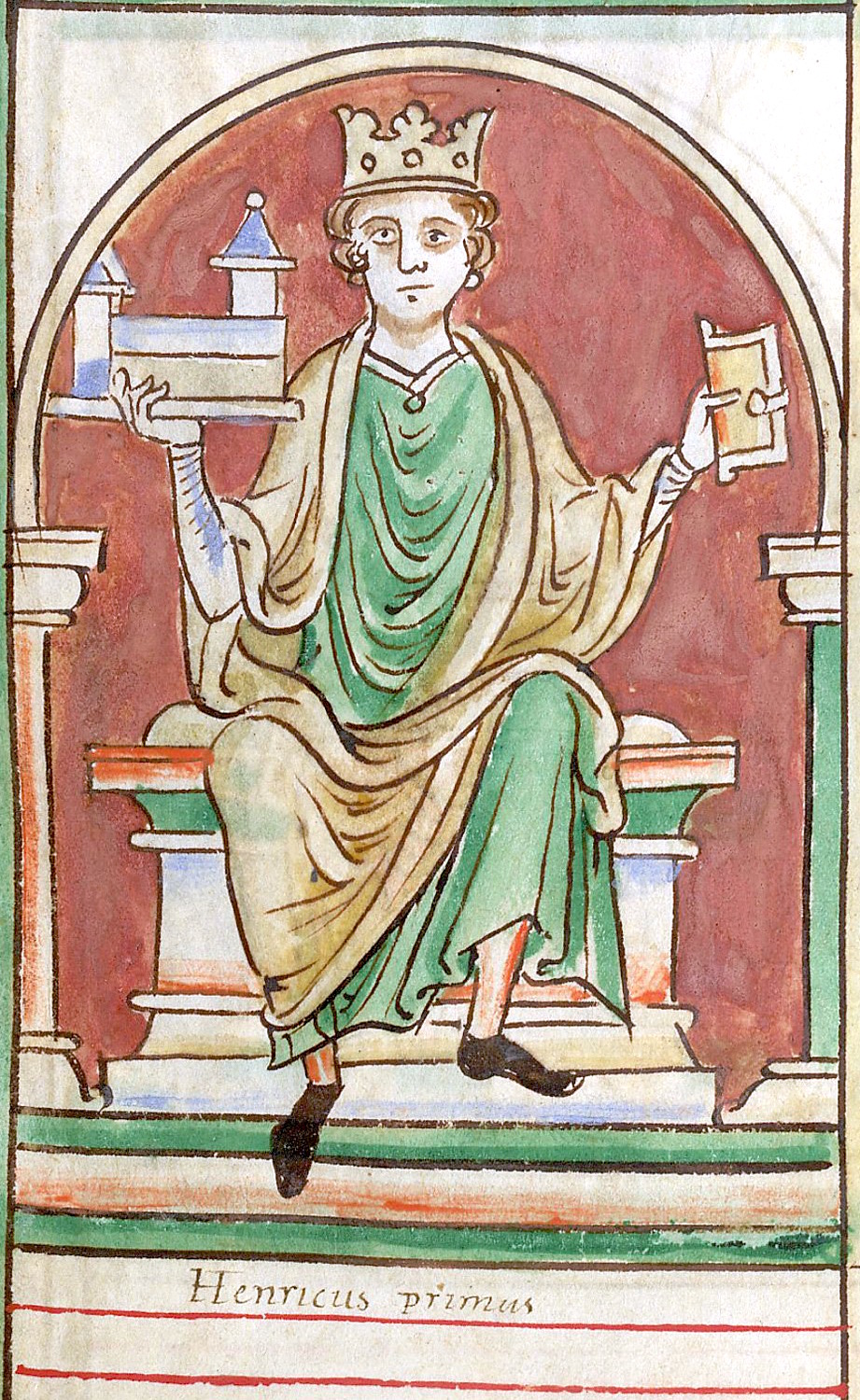
Le roi d'Angleterre. La politique d'Henri au nord de la Grande-Bretagne et dans la région de la mer d'Irlande a construit l'avenir politique de David.

Aucun historien ne nie l'implication importante d'Henri Ier dans la construction de la carrière politique de David. David est l'un des « nouveaux hommes » d'Henri et devient son principal protégé. L'influence d'Henri a permis à David d'obtenir son mariage et ses terres, et la puissance militaire du roi d'Angleterre lui permet d'acquérir ses premiers terrains en Écosse. Ce début de carrière de David fait partie intégrante de la politique que mène Henri sur sa frontière nord, tout comme le mariage de deux de ses filles illégitimes aux rois d'Écosse et de Galloway, le renforcement du pouvoir royal sur la côte nord-ouest de l'Angleterre et l’élimination des Montgomerry, seigneurs régnant sur la frontière galloise et alliés à Muirchertach Ua Briain, haut roi d'Irlande (1101-1119). À la mort d'Henri Ier, la période de paix qui avait marqué son règne en Angleterre prend fin.
Henri Ier devient roi d'Angleterre dans des conditions irrégulières,,,. Guillaume II d'Angleterre a été tué au cours d'un accident de chasse dans la New Forest,. Henri prend ensuite le pouvoir alors que son frère aîné, Robert, duc de Normandie, héritier légitime est à la première croisade. On ne peut pas parler d'usurpation du trône, car Robert avait été mis de côté par son père pour sa succession en Angleterre au profit de son frère cadet Guillaume. Toutefois, Henri cherche à asseoir sa légitimité. Il y parvient en partie en épousant la sœur de David, Mathilde, qui descend de la dynastie anglo-saxonne de Wessex alors éteinte, par sa mère. Par ailleurs, cela protège certainement Henri d'éventuelles attaques écossaises comme celles qui ont régulièrement eu lieu sur la frontière nord sous le règne de Malcolm III,,,. Bien qu'il soit tout à fait possible que David ait pu s'apprécier sans cela, ce mariage qui fait de David le frère du roi est désormais une base solide pour leur amitié, qui est importante du point de vue d'Henri qui souhaite intégrer David à sa logique féodale.
En effet, c'est Henri, qui organise le mariage de David avec Maud de Senlis en 1113, ce qui fait de lui un des sept comtes du Royaume d'Angleterre, et c'est encore Henri qui assure que le souhait du roi Edgar, frère de David, d'offrir à ce dernier la Cumbria, soit exaucé en appuyant militairement David désormais entré dans son apanage,,,,.
De plus, cette organisation du pouvoir basée sur les relations personnelles propre au système féodal assure que, après qu'il est devenu roi d'Écosse en 1124, la seule chose qui retient David de poursuivre une politique expansionniste est son amitié avec Henri,. D'ailleurs, les ambitions de conquête territoriale de David – ces désirs de conquêtes sont omniprésents dans la culture normande largement répandue, les Normands étant les plus grands guerriers de leur époque – ne tardent pas à s'exprimer après la mort d'Henri,,.
Quand Henri Ier meurt en 1135, David est déjà installé sur le trône d'Écosse depuis presque onze ans. Il a par ailleurs, en tant que noble anglais, été le premier à jurer obéissance à la fille d'Henri, sa nièce Mathilde l'Emperesse. Il soutient ainsi l'accession de celle-ci, qui était auparavant impératrice du Saint-Empire romain germanique, au trône d'Angleterre, à la place d'un quelconque héritier mâle légitime – le fils d'Henri l'avait précédé et s'était noyé lors du désastre du White Ship en 1120,,,,.

## L'héritage

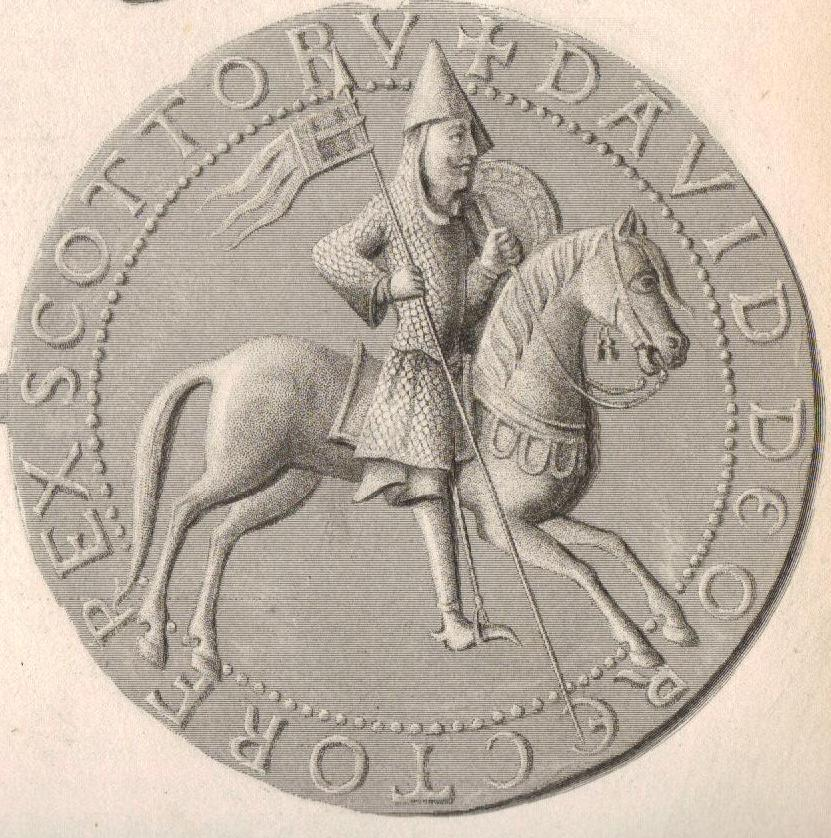
Gravure sur le revers du Grand Sceau de David Ier, le représentant comme un chef de guerre. Il est très similaire au sceau de son frère Alexandre Ier d'Écosse.

Le 8 janvier 1107, le frère de David, Edgar, meurt. On pense que David a pris le contrôle de son héritage, les terres du sud qu'Edgar lui avait léguées, tout de suite à la mort de ce dernier,. Toutefois, la plupart des indications dont on dispose montrent que David a dû attendre jusqu'en 1113 pour avoir le support dont il avait besoin pour prendre effectivement possession de ces terres car le roi Alexandre s'y oppose. On ne peut pas prouver qu'il possède effectivement les terres en question avant la fondation par ses soins de l'abbaye de Selkirk,. On ne sait pas exactement ce qu'à fait David entre mai 1108 et décembre 1113, mais selon Richard Oram, il a passé le plus clair de cette période entre l'Angleterre et la Normandie. Durant ces derniers temps dans le royaume d'Angleterre, David a acquis des terres dans le Yorkshire et en Normandie, recevant l'Hallamshire et le nord du Cotentin de la part d'Henri.
David accompagnait vraisemblablement Henri lors de la campagne de ce dernier en Normandie, et David reçoit certainement ses terres en récompense des services rendus comme homme de confiance. De nombreux hommes qui entourent David tout au long de sa carrière viennent de Normandie et de ses possessions dans la péninsule cotentine, tels que Robert de Bruce, Hugues de Morville l'aîné et Ranulf de Soules, qui sont installés dans les territoires conquis entre le Cumberland et le Royaume d'Écosse. C'est également de là-bas que semble venir son confesseur Jean, qui devient le premier évêque du diocèse de Glasgow réorganisé par David. Selon Oram, c'est seulement en 1113, quand Henri retourne en Angleterre, que David est enfin en position de réclamer son héritage au sud de l'Écosse.

### Prise de l'héritage
Aucune preuve ne montre qu'Henri à lui-même participé à la campagne en personne, mais il est clair que son retour a été suffisant pour que le roi Alexandre prenne en compte les revendications de son frère. Cela c'est vraisemblablement passé sans effusion de sang. Des années plus tard, quand David envahit l'Angleterre avec une immense armée composée presque entièrement de gaëls, Aelred de Rievaulx cite la complainte d'un chevalier normand nommé Robert de Brus vis-à-vis de l'attitude de David et de sa trahison envers les anglo-normands sur lesquels il avait pu compter autrefois. C'est ainsi que David obtient ses premiers territoires dans l'aire de l'Écosse actuelle. Cette agression de la part de David semble toutefois attirer vers lui un certain ressentiment de la part de quelques Écossais. Un quatrain gaélique récemment découvert dit :
« 
| Olc a ndearna mac Mael Colaim,   | Le fils de Máel Coluim a mal agi,               |
| ar cosaid re hAlaxandir,         | en nous séparant d'Alexandre,                   |
| do-ní le gach mac rígh romhaind, | il a causé, comme chaque fils de roi avant lui, |
| foghail ar faras Albain.         | le pillage d'Alba[34],[35].                     |
 »
Ce quatrain semble provenir des territoires acquis par David dans le Sud de l'Écosse. Les terres en question comprennent les anciens comté du Roxburghshire, Selkirkshire, Berwickshire, Peeblesshire et Lanarkshire. De plus, David obtient le titre de « Prince de Cumbrie », comme l'indique son blason à l'époque,. Bien que cela constitue une large partie de l'Écosse située au sud du fleuve Forth, la région de Galloway échappe entièrement au contrôle de David. Il avait peut-être également un certain niveau de souveraineté sur des parties du Dumfriesshire, de l'Ayrshire, du Dunbartonshire et du Renfrewshire ; ces terres faisaient vraisemblablement partie d'un « Galloway » où vivaient des  Gall Gaidel, parlant gaélique et descendants des Norses et des Gaéliques. Les premiers temps du règne de David les seigneurs de la région ne paient qu'occasionnellement le « cain », impôt dû à un seigneur de niveau supérieur en Écosse,. Sur les terres séparant Galloway de la principauté de Cumbrie, David installe de nouveaux seigneurs, donnant l'Annandale à Robert de Brus, le Cunninghame à Hugues de Morville, et peut-être le Strathgryfe à Walter Fitzalan.

## Les réformes

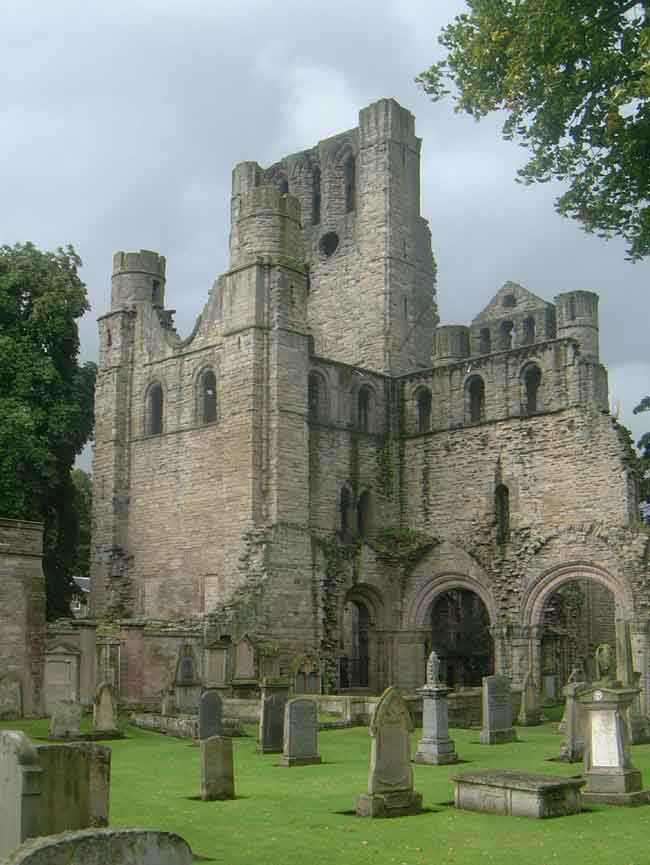
Ruines de l'abbaye de Kelso, originellement installé à Selkirk en 1113 et déplacée à Kelso en 1128 pour mieux desservir la capitale de David à Roxburgh.

David se sert en partie de ses revenus anglais que lui octroie son mariage avec Maud d'Huntingdon pour financer la construction des premières grandes villes d'Écosse, qui vont par la suite permettre la création des suivantes. En tant que Prince de Cumbrie, David fonde les deux premiers burghs d'Écosse à Roxburgh et Berwick-upon-Tweed. Ces burghs ont des frontières bien délimitées et garantissent les droits de commerce. C'est le lieu où le roi peut collecter et vendre les produits de son « cain » et « conveth ». Ces burghs sont les premières villes d'Écosse, David fonde la plupart de ces burghs lorsqu'il devient roi. En 1113, le premier acte connu de David en tant que Prince de Cumbrie est de fonder l'abbaye de Selkirk pour l'ordre de Tiron. Plusieurs années plus tard, peut-être en 1116, David visite Tiron, probablement pour obtenir de nouveaux moines ; en 1128 il transfère l'abbaye de Selkirk à Kelso, près de Roxburgh, sa résidence principale,.

## Le renouveau de l'évêché de Glasgow
Dès qu'il prend la responsabilité de la principauté de Cumbrie, David place l'évêché de Glasgow aux mains de son chapelain, Jean de Glasgow, qu'il a rencontré lors de la campagne d'Henri en Normandie en 1106. Jean lui-même semble très lié à l'ordre de Tiron, et est certainement proche des nouvelles idées de la réforme grégorienne quant à l'organisation épiscopale. David met en œuvre un inquest, par laquelle il octroie à l'évêché toutes les terres de  sa principauté, excepté celle située le plus à l'est déjà gérée par l'évêque de Saint Andrews. David a donné à Glasgow assez de terres pour permettre à l'archevêché d'être autosuffisant, et pour assurer à l'évêché de devenir à long terme le second plus important évêché d'Écosse. Dans les années 1120, les travaux visant à bâtir une cathédrale dans le diocèse commencent. David s'arrange également pour que les évêchés qu'il remet en place reste indépendants des autres, ce qui va générer des conflits avec l'Église anglaise, les archevêchés de Cantorbéry et d'York réclamant gouvernance sur ces évêchés.

## Activités en Angleterre
1113 est une année importante à un autre titre. Dans la seconde partie de l'année, le roi Henri offre à David la main de Maud d'Huntingdon, fille de Waltheof de Northumbrie. Le mariage lui apporte une seigneurie éparpillée sur les comtés de Northampton, Huntingdon, Bedford et Bedford. Par ailleurs, Maud lui apporte quelques années plus tard un fils, que David nomme Henri. Judith Green pense que la générosité d'Henri Ier s'explique de deux façons : tout d'abord sa femme Mathilde – la sœur de David – fait pression sur son mari pour qu'il accorde des faveurs à son jeune frère ; ensuite Henri souhaite avoir des soutiens pour assurer que sa succession se passent comme bon lui semble. David sera d'autant plus enclin à aider les héritiers d'Henri qu'ils sont de sa famille, et accroître le pouvoir de David est donc très intéressant pour Henri. Les nouveaux territoires dont David obtient le contrôle lui permettent également d'augmenter ses revenus et le nombre d'hommes sous son influence, ce qui en fait l'un des plus puissants seigneurs d'Angleterre. Par ailleurs, le père de Maud, Waltheof, était comte de Northumberland, une seigneurie disparue qui couvrait le Nord de l'Angleterre et comprenait le Cumberland et le Westmorland, en plus du Northumberland proprement dit, ainsi que la mainmise sur l'évêché de Durham. David revendiquera plus tard ces terres pour son fils, ce qui se fera, mais plus tard, après la mort d'Henri,,
Les activités exactes de David après 1114 ne sont là encore pas faciles à retracer précisément. Il passe la plupart de son temps en dehors de la principauté. Il est par exemple à Saint-Albans le 28 décembre 1115, et est encore en Angleterre en 1116. En dépit de la mort de sa sœur le 1er mai 1118, David reste un vassal très favorisé par Henri. Il est à la cour d'Henri en 1121 et 1122. Il est dans le Sud de l'Angleterre durant l'été 1123, et c'est possible qu'il ait accompagné Henri en Normandie lorsque celui-ci part faire face à Guillaume Cliton qui réclame le duché de Normandie. S'il a été en France, il semble qu'à son retour en 1124 son frère Alexandre est mort.